# Christer Rahm
Christer Rahm, född Krister Karlsson 9 januari 1947 i Stockholm, är en svensk skådespelare.

## Filmografi
- 1969 – Ni ljuger
- 1971 – Midsommardansen
- 1973 – Åttonde budet
- 1973 – Din stund på jorden (TV-serie)
- 1979 – Godnatt, jord (TV-serie)

## Teater

### Roller (ej komplett)
| År   | Roll | Produktion                         | Regi         | Teater                  |
| ---- | ---- | ---------------------------------- | ------------ | ----------------------- |
| 1967 |      | Den jäktade Ludvig Holberg         | Kotti Chave  | Skansens friluftsteater |
| 1971 | Len  | Räddad (Saved) Edward Bond         | Jan Håkanson | Stockholms stadsteater  |
| 1971 |      | De vilda svanarna H.C. Andersen    | Fred Hjelm   | Stockholms stadsteater  |
| 1981 |      | Stora landsvägen August Strindberg | Allan Edwall | Riksteatern             |